# Thomas Mavros
Thomas Mavros (Kallithea, 31 de maio de 1954) é um ex-futebolista grego.

## Carreira
Começou a carreira no Panionios, em 1976 se transferiu para o AEK Atenas, no qual marcou época, encerrando a carreira de volta no time de Nea Smyrna. Mavros foi quatro vezes artilheiro da Super Liga Grega.

## Seleção
Defendeu a Seleção Grega de Futebol, na histórica presença na Euro 1980.